# Вильнюсское гетто
Ви́льнюсское ге́тто — одно из еврейских гетто, образованных нацистами на территории Литвы в период Второй мировой войны. За два года существования его население, составлявшее около 40 тысяч человек, было почти полностью уничтожено. Только нескольким сотням узников гетто удалось спастись, бежав в леса и присоединившись к советским партизанам или скрывшись у сочувствующих местных жителей.

## История гетто
22 июня 1941 года Германия напала на СССР, 24 июня немецкие войска вступили в город Вильнюс. Евреям было приказано носить повязки на рукаве с жёлтой окантовкой и буквой J, запрещено ходить по центральным улицам и по тротуарам. Позднее появился запрет на проезд в общественном транспорте, посещение парков, покупок на рынках до 11 часов утра.
Уже 2 июля в город прибыла айнзатцгруппа A, которая в тесном взаимодействии с литовской полицией и местными активистами начала акции по уничтожению узников гетто. Гражданские лица за каждого пойманного мужчину-еврея получали 10 рублей. В нескольких километрах от Вильнюса в лесу около посёлка и железнодорожной станции Панеряй (Понары) проводились массовые расстрелы. До образования гетто немцы, литовская полиция и активисты из местного населения уничтожили около 30 тысяч жителей Вильнюса еврейского происхождения.
31 августа после так называемой «большой провокации», когда было объявлено, что «евреи стреляли в немецких солдат», началась организация гетто на территории одного из кварталов, в Старом городе. При этом 1—3 сентября до 10 тысяч местных жителей еврейского происхождения попали в Лукишкскую тюрьму, были вывезены в Панеряй и убиты. В сентябре около 40 тысяч евреев — жителей города были согнаны в гетто, окруженное заборами из колючей проволоки. Было создано два гетто: «большое» (улицы Руднинку, Месиню, Ашмянос, Жямайчю, Диснос, Шяулю, Лигонинес) и «малое» (улицы Гаоно-Стиклю, Антокольскё, Жиду), которые были разделены улицей Вокечю. В «большом» находилось около 30 тысяч человек, в «малом» — около 10 тысяч. В октябре 1941 года «малое» гетто было ликвидировано.
С конца 1941 по сентябрь 1943 г. в гетто находилось около 15 тысяч узников. Вильнюсское гетто было одним из немногих, где оккупанты разрешили «культурную жизнь». Работали театр, библиотека, школа. В 2005 году стало известно, что некоторые из узников сумели спастись благодаря майору Карлу Плагге, который нанял их на работу в трудовой лагерь HKP 562, так как те были якобы необходимы для жизнеспособности Вермахта.
Но при этом периодически проводились «акции» (Aktionen), в ходе которых уничтожались жители. К концу сентября 1943 года гетто было окончательно ликвидировано, узники были переведены в концлагеря (Вайвара) в Эстонии, расстреляны в Панеряй или направлены в лагеря смерти в Польше.

## Сопротивление

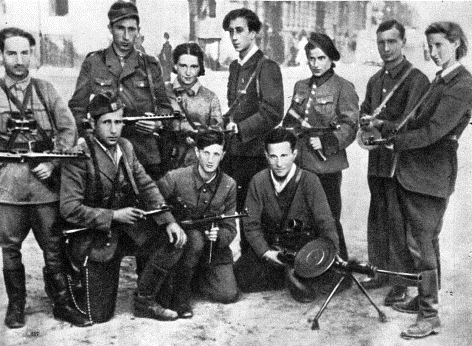
Подпольщики вильнюсского гетто. В центре стоит Абба Ковнер

В январе 1942 года в гетто была создана «Объединённая партизанская организация» (Fareinikte Partisaner Organizatzie), возглавлявшаяся Ицхаком Виттенбергом, Иосифом Глазманом и Аббой Ковнером. Её целями были провозглашены организация массовой самообороны гетто, саботаж, присоединение к партизанам и Красной армии. Эти цели, однако, не были достигнуты, хотя удалось организовать побеги в лес нескольким десяткам человек.

Нас не поведут, как овец, на бойню!
Еврейская молодёжь, не давай сбить себя с пути. Из 80 000 евреев Вильнюса, Литовского Иерусалима, осталось всего 20 000. На наших глазах отняли наших родителей, наших братьев и сестер.
Где сотни людей, которых забрали на работу литовские «хапуны»? 
Где раздетые догола женщины и дети, которых увели в страшную «ночь провокации»? Где евреи, которых увели в Судный День? Где наши братья из Второго гетто?
Все, кого увезли из гетто, никогда больше не вернутся. Все дороги Гестапо вели в Понары. А Понары — это смерть!
Сомневающиеся! Избавьтесь от иллюзий! Ваши дети, ваши мужья и жены погибли.
Понары — это не лагерь. Их всех убили там.
Гитлер намерен уничтожить всех евреев Европы. Евреям Литвы суждено стать первыми на этом пути.
Не будем же овцами, покорно идущими на убой!
Правда, что мы слабы и беззащитны, но сопротивление должно стать единственным ответом врагу!
Братья! Лучше погибнуть свободными борцами, чем выжить по милости убийц.
Сопротивляйтесь! До последнего вздоха!
— "Евреи, беритесь за оружие!" Из воззвания подпольной организации Вильнюсского гетто от 1 сентября 1943 г. Яд ва-Шем.
В то же время, руководство юденрата (Якоб Генс) и полиции гетто сотрудничали с немецкими властями, считая, что таким образом они спасают хотя бы часть гетто от уничтожения. Они в конце концов выдали Виттенберга в руки гестапо.

## Память
- «Песня узников Вильнюсского гетто» Александра Городницкого[7]
- 2013 год был объявлен в Литве Годом памяти Вильнюсского гетто. 70-летие со дня ликвидации гетто отмечалось 23—24 сентября 1943 года[8].